# Chico Landi
Francisco Sacco „Chico” Landi (ur. 14 czerwca 1907 w São Paulo, zm. 7 czerwca 1989 tamże) – brazylijski kierowca wyścigowy, uczestnik wyścigów Formuły 1 w pierwszej połowie lat 50.

## Życiorys
Francisco Landi urodził się w 1907 roku, a ściganie się rozpoczął w 1934 roku, kiedy wziął udział w zawodach Grande Premio da Cidade de Rio de Janeiro na torze Gávea. Landi prowadził w tym wyścigu, ale na osiem okrążeń przed metą jego samochód zepsuł się. Landi wygrał później te zawody Alfą Romeo w latach 1941, 1947 i 1948.
Pod koniec lat 40. Landi stał się pierwszym Brazylijczykiem, który ścigał się w Europie i przedsięwziął poważną międzynarodową wyścigową karierę. W 1947 roku rywalizował w serii Temporada w Argentynie: w Gran Premio del General Juan Perón był trzeci za Luigim Villoresim i Achille Varzim, a w wyścigu Gran Premio Eva Perón zajął piąte miejsce. W tym samym roku zadebiutował Maserati 4CL w Grand Prix Bari. Nie ukończył tego wyścigu na skutek awarii świecy zapłonowej na 16 okrążeniu. Na początku 1948 roku zdobył w lokalnych wyścigach kilka drugich miejsc, wygrał także Grand Prix Interlagos, pokonując w tym wyścigu Varziego. W maju ponownie wziął udział w Grand Prix Bari, rywalizując Ferrari 166 w zespole Scuderia Besana. Landi startował z czwartego miejsca, ale jadący przed nim Giuseppe Farina i Alberto Ascari wycofali się z wyścigu, a Brazylijczyk obronił się przed Felice Bonetto i Achille Varzim i wygrał wyścig. Po tym zwycięstwie Landi nie ścigał się już w 1948 roku. W roku 1952 Landi ponownie wygrał Grand Prix Bari, ścigając się Ferrari.
W marcu 1949 roku Landi ponownie wziął udział w wyścigu Formuły Libre, Grand Prix Interlagos, który ukończył na piątym miejscu. W czerwcu rywalizował na Ferrari 166 SC w Grand Prix Bari, ścigając się u boku Alberto Ascariego, Luigi Villoresiego i Franco Cortese w fabrycznym zespole Ferrari. Ferrari zajęły pierwsze pięć miejsc wyścigu, a Landi był czwarty. Pod koniec czerwca Landi rywalizował ponownie w Ferrari, na torze Monza i podobnie jak w poprzednim wyścigu, był czwarty.
W 1950 roku Landi uczestniczył w dwóch wyścigach w Brazylii, z czego oba wygrał: jednym z nich była runda w Boa Vista, a drugim wyścig w Interlagos.
Na przełomie lat 40. i 50. Landi wraz z innymi Brazylijczykami założył narodowy zespół brazylijski, Escuderia Bandeirantes.
Pod koniec stycznia 1951 roku Landi wygrał na Ferrari Grand Prix Interlagos. Następnie wygrał jeszcze trzy wyścigi, ale w kwietniu w wyścigu w Boa Vista miał wypadek. Ostatnim wyścigiem Landiego w Brazylii w 1951 roku było Grand Prix São Paulo, którego został zwycięzcą. W Europie pierwszym wyścigiem Landiego w sezonie 1951 było Grand Prix Albi, do którego startował Maserati 4CLT/50 z silnikiem Speluzzi w barwach Scuderia Milano. Brazylijczyk zakwalifikował się z czasem o 17 sekund gorszym od zdobywcy pole position, Maurice'a Trintignanta, ale pozwoliło mi to na start z trzeciego rzędu. Wyścig został zdominowany przez Trintignanta i Louisa Rosiera, a Landi wycofał się na 15 okrążeń przed metą na skutek uszkodzenia przewodu olejowego. Na początku września Landi rywalizował w Grand Prix Bari. Brazylijczyk wśród światowej czołówki startował z siódmego miejsca, ale ponownie nie ukończył wyścigu, ponieważ po 15 okrążeniach uszkodzeniu uległa uszczelka pod głowicą.
Ostatni wyścig sezonu 1951 był dla Landiego jednocześnie pierwszym Grand Prix Formuły 1. Dzięki powiązaniom z Włochami było to Grand Prix Włoch, w którym Landi wystartował Ferrari 375 napędzanym silnikiem V12. Landi zakwalifikował się na 16 pozycji, ale startował dwie pozycje wyżej z powodu problemów kierowców BRM: Reg Parnell musiał wycofać się z powodu problemów mechanicznych jego P15, a Ken Richardson nie posiadał odpowiedniej licencji. Mimo to Landi musiał wycofać się już na pierwszym okrążeniu z powodu awarii skrzyni biegów.
Landi do 1956 roku wziął udział jeszcze w pięciu Grand Prix Formuły 1, ścigając się Ferrari i Maserati. Landi zajął czwarte miejsce w Grand Prix Argentyny 1956, dzieląc samochód z Gerino Gerinim. Stał się w ten sposób pierwszym Brazylijczykiem, który zdobył punkt w Formule 1.
W późniejszych latach Landi pomagał w rozwijaniu sportów motorowych w Brazylii. W 1960 roku wygrał brazylijskim samochodem FNM JK wyścig Mil Milhas Brasil. W 1962 roku zainaugurował natomiast brazylijską edycję Formuły Junior. Prowadził także warsztat, a później stał się menadżerem toru Interlagos; funkcję tę pełnił do 1985 roku. Zmarł na atak serca w wieku 81 lat.

## Wyniki w Formule 1
| Legenda oznaczeń w tabelach wyników Wyświetl szablon na nowej stronie | Legenda oznaczeń w tabelach wyników Wyświetl szablon na nowej stronie                                                                     |
| Oznaczenie                                                            | Wyjaśnienie |
| --------------------------------------------------------------------- | --- |
| Złoty                                                                 | Zwycięzca lub mistrzostwo |
| Srebrny                                                               | 2. miejsce lub wicemistrzostwo |
| Brązowy                                                               | 3. miejsce lub II wicemistrzostwo |
| Zielony                                                               | Ukończył, punktował (w klasyfikacji generalnej, gdy zdobył co najmniej jeden punkt na przestrzeni sezonu, poza trzema powyższymi opcjami) |
| Niebieski                                                             | Ukończył, nie punktował (w klasyfikacji generalnej, gdy nie zdobył co najmniej jednego punktu na przestrzeni sezonu)                      |
| Czerwony                                                              | Nie zakwalifikował się (NZ) |
| Czerwony                                                              | Nie prekwalifikował się (NPK) |
| Różowy                                                                | Nie ukończył (NU) |
| Różowy                                                                | Niesklasyfikowany (NS) (w klasyfikacji generalnej, gdy nie został sklasyfikowany w żadnym wyścigu sezonu)                                 |
| Czarny                                                                | Zdyskwalifikowany (DK) |
| Czarny                                                                | Wykluczony (WYK/EX) |
| Biały                                                                 | Nie wystartował (NW) |
| Biały                                                                 | Kontuzjowany (K/INJ) |
| Biały                                                                 | Wyścig odwołany (OD/C) |
| Bez koloru                                                            | Został wycofany (WYC/WD) |
| Bez koloru                                                            | Nie przybył (NP/DNA) |
| Bez koloru                                                            | Nie brał udziału w treningach (NT/DNP) |
| Bez koloru                                                            | Nie został zgłoszony (–) |
| Pogrubienie                                                           | Start z pole position |
| Kursywa                                                               | Najszybsze okrążenie wyścigu |
| †                                                                     | Nie ukończył, ale jego rezultat został zaliczony ze względu na przejechanie więcej niż 90% dystansu wyścigu.                              |
| *                                                                     | Sezon w trakcie |
| 1/2/3                                                                 | Punktowana pozycja w sprincie kwalifikacyjnym                                                                                             |
| Lista systemów punktacji Formuły 1                                    | |

| Rok  | Zespół                    | Samochód       | Silnik   | Wyniki w poszczególnych eliminacjach | Wyniki w poszczególnych eliminacjach | Wyniki w poszczególnych eliminacjach | Wyniki w poszczególnych eliminacjach | Wyniki w poszczególnych eliminacjach | Wyniki w poszczególnych eliminacjach | Wyniki w poszczególnych eliminacjach | Wyniki w poszczególnych eliminacjach | Wyniki w poszczególnych eliminacjach | Msc. | Pkt. |
| ---- | ------------------------- | -------------- | -------- | ------------------------------------ | ------------------------------------ | ------------------------------------ | ------------------------------------ | ------------------------------------ | ------------------------------------ | ------------------------------------ | ------------------------------------ | ------------------------------------ | ---- | ---- |
| 1951 |                           |                |          | Szwajcaria                           | Stany Zjednoczone                    | Belgia                               | Francja                              | Wielka Brytania                      | Niemcy                               | Włochy                               |                                      |                                      | NS   | 0    |
| 1951 | Francisco Landi           | Ferrari 375    | Ferrari  | –                                    | –                                    | –                                    | –                                    | –                                    | –                                    | NU                                   | –                                    |                                      | NS   | 0    |
| 1952 |                           |                |          | Szwajcaria                           | Stany Zjednoczone                    | Belgia                               | Francja                              | Wielka Brytania                      | Niemcy                               | Holandia                             | Włochy                               |                                      | 36   | 0    |
| 1952 | Escuderia Bandeirantes    | Maserati A6GCM | Maserati | –                                    | –                                    | –                                    | –                                    | –                                    | –                                    | 9                                    | 8                                    |                                      | 36   | 0    |
| 1953 |                           |                |          | Argentyna                            | Stany Zjednoczone                    | Holandia                             | Belgia                               | Francja                              | Wielka Brytania                      | Niemcy                               | Szwajcaria                           | Włochy                               | NS   | 0    |
| 1953 | Escuderia Bandeirantes    | Maserati A6GCM | Maserati | –                                    | –                                    | –                                    | –                                    | –                                    | –                                    | –                                    | NU                                   | –                                    | NS   | 0    |
| 1953 | Scuderia Milano           | Maserati A6GCM | Maserati | –                                    | –                                    | –                                    | –                                    | –                                    | –                                    | –                                    | –                                    | NU                                   | NS   | 0    |
| 1956 |                           |                |          | Argentyna                            | Monako                               | Stany Zjednoczone                    | Belgia                               | Francja                              | Wielka Brytania                      | Niemcy                               | Włochy                               |                                      | 26   | 1,5  |
| 1956 | Officine Alfieri Maserati | Maserati 250F  | Maserati | 4                                    | –                                    | –                                    | –                                    | –                                    | –                                    | –                                    | –                                    |                                      | 26   | 1,5  |